# Сен-Пьер (Канталь)
Сен-Пьер (фр. Saint-Pierre, окс. Sant Pierre) — коммуна во Франции, находится в регионе Овернь. Департамент — Канталь. Входит в состав кантона Сень. Округ коммуны — Морьяк.
Код INSEE коммуны — 15206.
Коммуна расположена приблизительно в 390 км к югу от Парижа, в 70 км юго-западнее Клермон-Феррана, в 55 км к северу от Орийака.

## История
Коммуна была образована в 1871 году после разделения коммуны Шампаньяк.

## Население
Население коммуны на 2008 год составляло 171 человек.
| 1962 | 1968 | 1975 | 1982 | 1990 | 1999 | 2008 |
| ---- | ---- | ---- | ---- | ---- | ---- | ---- |
| 185  | 208  | 148  | 148  | 148  | 150  | 171  |

## Экономика
В 2007 году среди 104 человек в трудоспособном возрасте (15—64 лет) 75 были экономически активными, 29 — неактивными (показатель активности — 72,1 %, в 1999 году было 65,4 %). Из 75 активных работали 67 человек (44 мужчины и 23 женщины), безработных было 8 (3 мужчин и 5 женщин). Среди 29 неактивных 4 человека были учениками или студентами, 8 — пенсионерами, 17 были неактивными по другим причинам.

## Фотогалерея

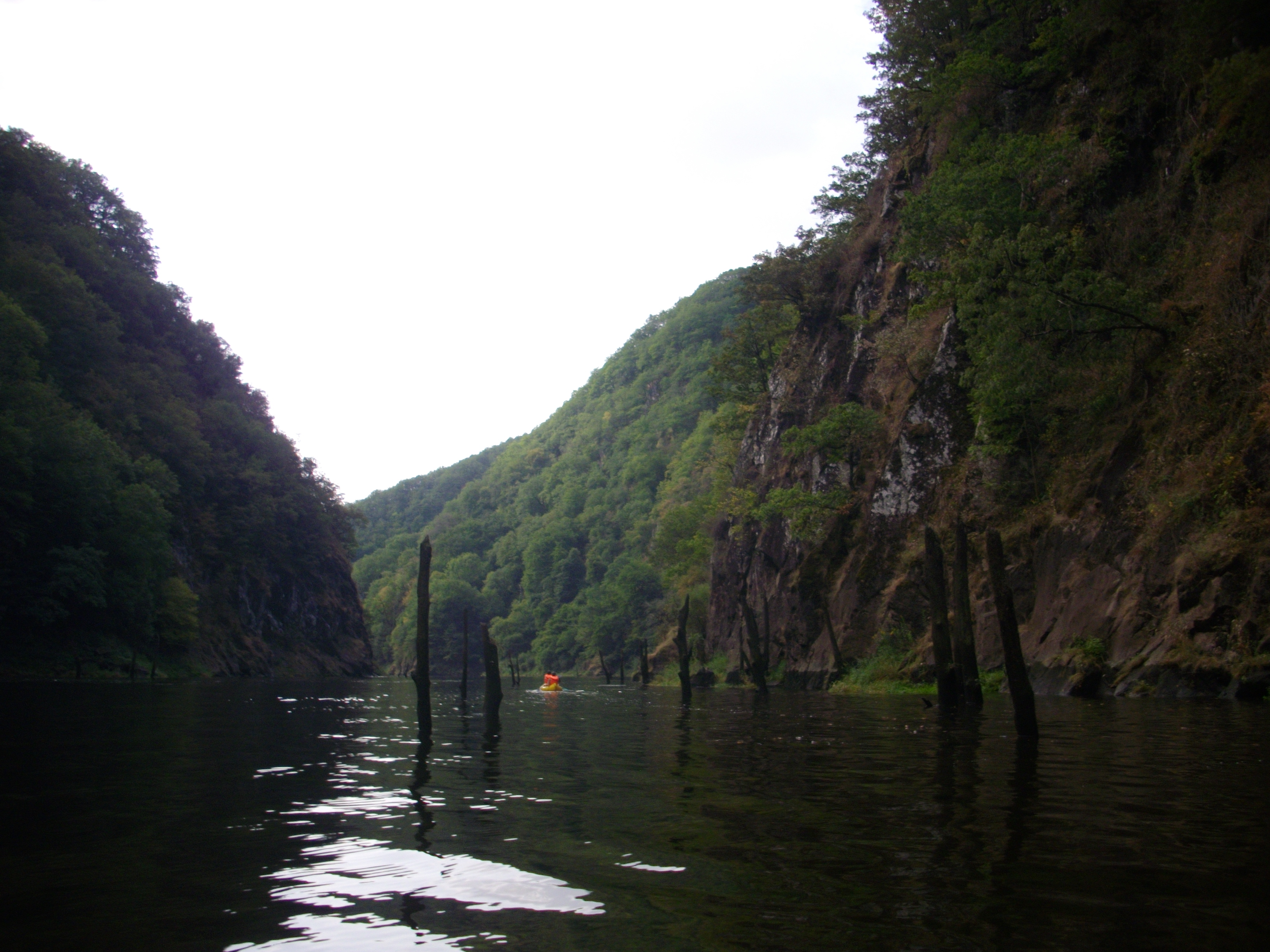
Мёртвые деревья на реке Дордонь
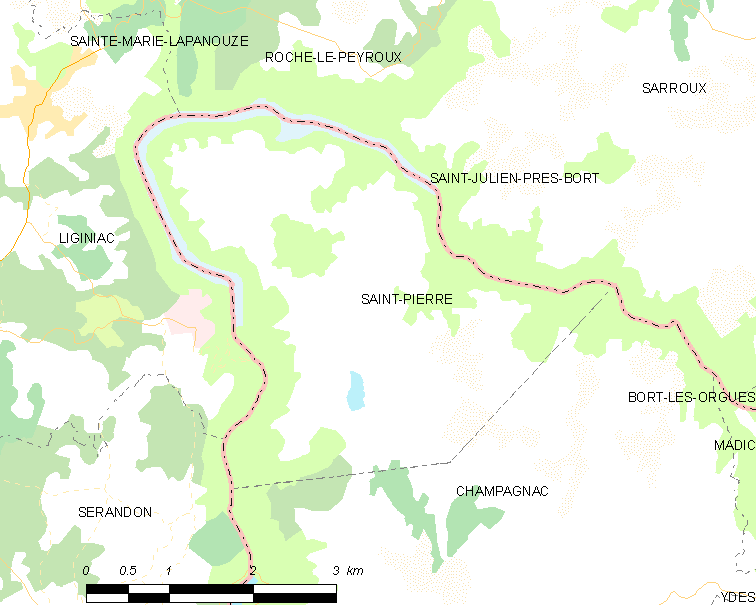
Карта коммуны